# Euphorbia alsinifolia
Euphorbia alsinifolia är en törelväxtart som beskrevs av Pierre Edmond Boissier. Euphorbia alsinifolia ingår i släktet törlar, och familjen törelväxter. Inga underarter finns listade i Catalogue of Life.